# Thomas J. Murphy (político)
Thomas J. McCarthy Murphy (1861 – 1933) foi um advogado e político em Newfoundland. Ele representou St. John's East na Assembleia de Newfoundland de 1886 a 1894 e de 1897 a 1904.
Filho de Thomas Murphy e Catherine McCarthy, nasceu em St. John's e foi educado no Saint Bonaventure's College. Murphy estudou direito com John Hoyles Boone e exerceu a profissão; foi admitido na ordem dos advogados em 1886. Murphy concorreu sem sucesso à cadeira de Harbor Main na assembleia de Newfoundland em 1885 antes de ser eleito numa eleição suplementar realizada em St. John's East no ano seguinte. Ele foi destituído em 1894 e reeleito em 1897.
Casou-se com Margaret Kearney. Murphy também serviu como procurador da coroa, como membro da Comissão de Pesca e como governador do Banco de Poupança. Em 1904, foi nomeado vice-ministro da Justiça. Aposentou-se desse cargo em 1907 para retornar à prática da lei.